# Sechemkare
Sechemkare, auch Sechem-ka-Re, war der Thronname eines altägyptischen Königs (Pharaos) der 8. Dynastie (Erste Zwischenzeit). Die Lesung seines Namens ist unsicher: Es kann Sechem-ka-Re oder Anch-ka-Re heißen. König Sechemkare wird in einem Brief aus Elephantine genannt. Nach Silke Roth könnte er identisch sein mit König Nemtiemsaef II. aus der 6. Dynastie, da im Totentempel der Pyramide von dessen Mutter Neith ein Relieffragment gefunden wurde, das als Thronname Anchkare gelesen werden könnte.